# 布兰奇·杜波依斯
布兰奇·杜波依斯（又譯做白蘭琪，名字是法文，但現有姓氏譯名以英文的唸法翻譯，以法文翻譯應為「杜布瓦」，s不發音），是田纳西·威廉斯话剧《欲望号街车》的女主角。杰西卡·坦迪在最初百老汇版本中因饰演杜波依斯而获得东尼奖。1951年同名改编电影中费雯·丽因饰演该角色获得奥斯卡最佳女主角奖。